# شهرستان سولونشنسکی
شهرستان سولونشنسکی (به لاتین: Soloneshensky District) یک منطقهٔ مسکونی در روسیه است که در سرزمین آلتای واقع شده‌است.